# Syarinus enhuycki
Espèce
Syarinus enhuycki est une espèce de pseudoscorpions de la famille des Syarinidae.

## Distribution
Cette espèce se rencontre aux États-Unis dans l'État de New York, en Pennsylvanie, au New Hampshire, au Michigan et au Canada en Ontario.

## Étymologie
Son nom d'espèce lui a été donné en référence au lieu de sa découverte, l'E.N. Huyck Preserve.

## Publication originale
- Muchmore, 1968 : A new species of the pseudoscorpion genus Syarinus (Arachnida, Chelonethida, Syarinidae) from the northeastern United States. Journal of the New York Entomological Society, vol. 76, p. 112-116.